# Minimaal paar
In de fonologie worden twee verschillende woorden een minimaal paar genoemd wanneer ze zich door niet meer dan één foneem van elkaar onderscheiden. Voorbeelden van minimale paren in het Nederlands zijn kraag–vraag en kat–lat.
In uitgebreidere zin kunnen minimale paren ook paren van woorden zijn waarvan het ene deel niet werkelijk bestaat, maar dat volgens de fonologie van de desbetreffende taal wel zou kunnen bestaan. De klinker in de voorlaatste lettergreep van het Nederlandse woord analyse is langer dan die in de voorlaatste lettergreep van verliezen. Echter, analyse vormt geen minimaal paar met verliezen, noch met enig ander Nederlands woord. Toch valt er veel voor te zeggen om de [iː] in de voorlaatste lettergreep als foneem te beschouwen, aangezien anders dan bijvoorbeeld in vieren waar de r verlenging van de [i] veroorzaakt, niet uit de fonologische regels kan worden afgeleid dat de klinker lang moet zijn. Er bestaat weliswaar geen woord /anaˈlize/ dat met /anaˈliːze/ een minimaal paar zou kunnen vormen, maar dat is slechts een toevalligheid die om te kunnen bepalen of een bepaalde klank wel of niet een foneem is, gemakshalve kan worden genegeerd.

## Analyse
Door het systematisch met elkaar vergelijken van minimale paren in een taal kan de foneeminventaris van die taal worden vastgesteld. Daarbij moet ook worden gekeken in welke gevallen geen sprake is van fonemen maar van allofonen. Zo kunnen bijvoorbeeld de twee Engelse klanken /pʰ/ (geaspireerd) en /p/ (ongeaspireerd) niet aan de basis staan van een minimaal paar, aangezien ze elkaar louter afwisselen naargelang de fonologische context. Anders is dit in bijvoorbeeld het Mandarijn; daar worden geaspireerde klanken wel als fonemen onderscheiden van ongeaspireerde.